# Weilbachs Künstlerlexikon

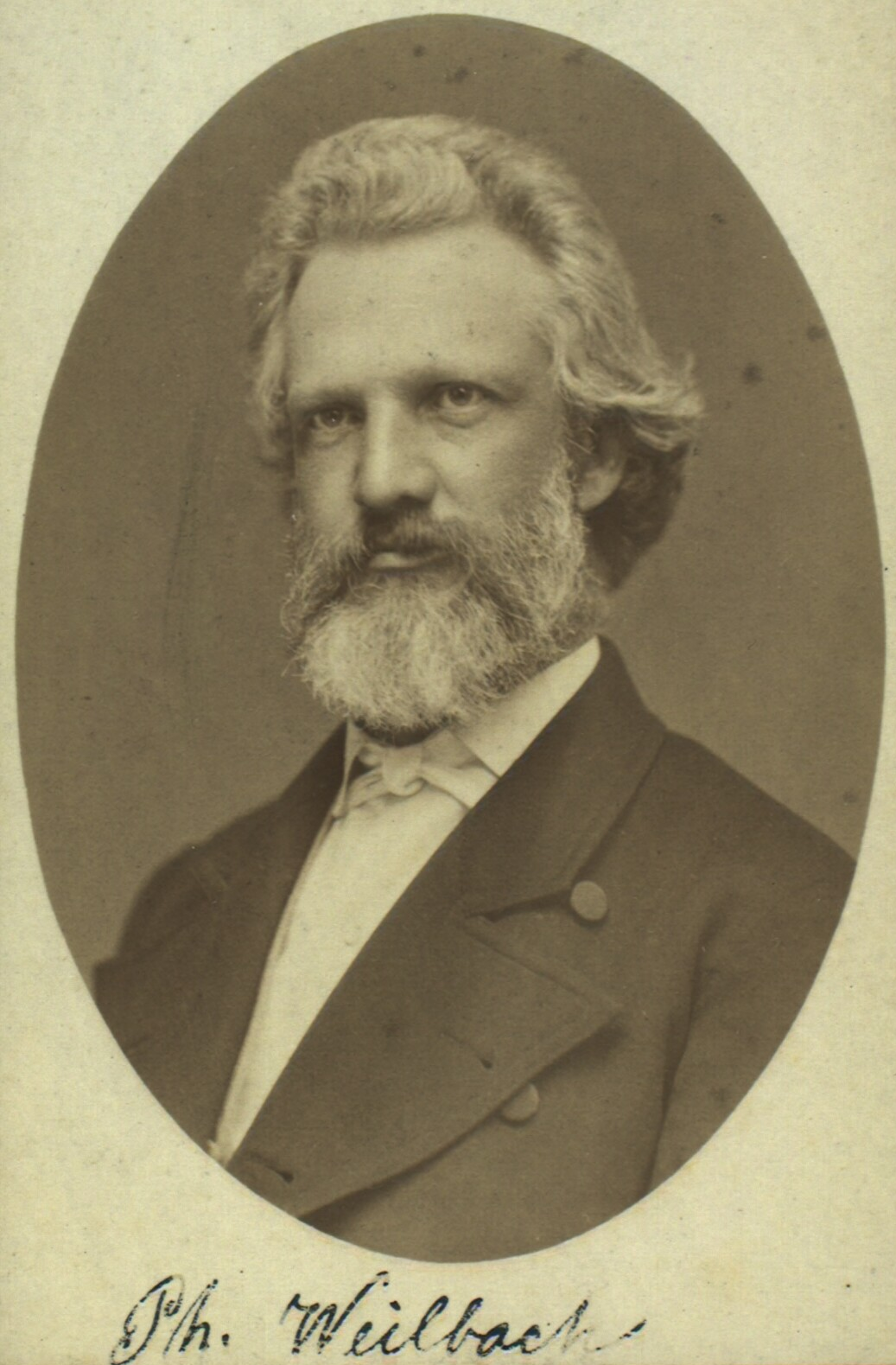
Philip Weilbach (vor 1900)

Weilbachs Künstlerlexikon (dänisch: Weilbachs Kunstnerleksikon) – häufig kurz als „Weilbach“ bezeichnet – ist das Standard-Lexikon der dänischen Kunst und der dänischen Künstler. Es wurde von dem Kunsthistoriker Philip Weilbach (1834–1900) 1877 begründet. In der aktuellen Ausgabe umfasst es ca. 10.000 Einträge von Künstlern aus Dänemark und solchen die dort ihre Wirkungsstätte haben; aller Epochen und Kunstrichtungen.
Als biographisches Lexikon enthält es neben dem Namen, den Lebensdaten und der Kunstrichtung auch Angaben zur Ausbildung, besonderen Werken, Ausstellungen, erhaltenen Preisen, zur Familie (Abstammung, Ehepartner, Nachkommen) etc.

## Bedeutung für Schleswig-Holstein
Weilbachs Künstlerlexikon ist für Deutschland – insbesondere Schleswig-Holstein – von Relevanz, da darin bis zum Deutsch-Dänischen Krieg 1865 auch die Künstler der dänischen Herzogtümer Schleswig und Holstein verzeichnet sind. Es ist in der Onlineversion mit dem Kunstindeks Danmark des Kulturarvsstyrelsen (seit 2012 Kulturstyrelsen) und dessen Normdaten verknüpft.

## Auflagen
1. Auflage
- 1877/78 erschien die erste Auflage unter dem Titel Dansk konstnerlexikon (Dänisches Künstlerlexikon) in einem Band (Digitalisat).

2. Auflage
- 1895/96 erschien die zweite Auflage unter dem Titel Nyt dansk kunstnerlexikon (Neues Dänisches Künstlerlexikon) in zwei Bänden (Digitalisat).

3. Auflage
- 1947 bis 1952 erschien die dritte Auflage unter dem Titel Weilbachs Kunstnerleksikon (Weilbachs Künstlerlexikon) in drei Bänden  (Digitalisat).

4. Auflage
- Weilbach – Dansk kunstnerleksikon. Fjerde udgave. Hrsg. von Sys Hartmann. Munksgaard, Kopenhagen 1994–2000, ISBN 87-16-11206-7 (Digitalisat).
  - Bd. 1. A – Kai Christensen. 1994
  - Bd. 2. Kay Christensen – Vilhelm Groth. 1994
  - Bd. 3. Vilhelm Groth-Hansen – Per Iversen. 1995
  - Bd. 4. Friedrich Jablonowski – Hans Ludvig Larsen. 1996
  - Bd. 5. Hans W. Larsen – C. F. Møller. 1996
  - Bd. 6. C. M. Møller – Bergljót Kjartansdóttir Ragnars. 1997
  - Bd. 7. Laura Ragoczy – Michael Henry Spang. 1998
  - Bd. 8. Ib Spang Olsen – Klavs Weiss. 1998
  - Bd. 9. Per Weiss – Carl Henning Aarsø. Supplement, arkitekturregister med videre. 2000